# Heliosciurus ruwenzorii
Heliosciurus ruwenzorii là một loài động vật có vú trong họ Sóc, bộ Gặm nhấm. Loài này được Schwann mô tả năm 1904.